# Friedrich Karl Konstantin von Fechenbach
Friedrich Karl Konstantin von Fechenbach, ou encore Friedrich Karl von Fechenbach-Laudenbach (né le 7 novembre 1836 à Aschaffenbourg ; décédé le 14 mars 1907 à Wurtzbourg) est un officier bavarois, écrivain et homme politique de l'époque du Kulturkampf. Polémiste conservateur catholique, il est connu pour ses idées sociales réformatrices, mais également pour des tendances antisémites.

## Biographie
L'héritier des Freiherr (barons) de Fechenbach (de) à Laudenbach était officier bavarois jusqu'en 1859. Dans les années 1860, il entre en politique comme national-libéral et d'abord opposé à toute forme d'ultramontanisme.
À partir de 1878 celui qu'on surnomme le rastlose Ritter (chevalier infatigable) cherche par des moyens financiers et des connexions avec le Zentrum à trouver des appuis chez les conservateurs pour un programme de réforme sociale. C'est ainsi qu'il demande la nationalisation des industries les plus importantes, aux antipodes du programme des sociaux-démocrates. Il s'active en faveur de l'artisanat traditionnel en Rhénanie et dans le Sud-Ouest, mais aussi à Hambourg et Breslau, ce que l'historienne Shulamit Volkov (de) voit comme le début d'un mouvement grassroots (de) : pour se rallier les petits artisans et les paysans déplacés et fragilisés par la Révolution industrielle, il réclamait l'introduction de corporations contraignantes et de taxes sur les gains financiers et les produits de luxe.
Fechenbach fonde en 1880 la Sozialkonservative Vereinigung (Association sociale conservatrice) à Francfort-sur-le-Main, dont l'objectif est de surmonter la division entre les partis conservateurs confessionnels et les partis réformistes sociaux en Allemagne. Selon l'historien Olaf Blaschke, le terme überkonfessionell (non-confessionnel) dans le contexte politique de cette époque correspond en réalité à l'antisémitisme. Après l'échec de sa tentative de résoudre cette division entre les partis établis, Fechenbach s'est rapproché du parti antisémite qu'est le Parti allemand de la réforme et a même participé à la rédaction du programme du parti, lequel sera adopté à Dresde en septembre 1881.
En 1882, il participe au Congrès international antijuif de Dresde.
Finalement, en 1885, Fechenbach rejoint le parti catholique et conservateur qu'est le Zentrum et par là une fronde anti-Bismarck, qui se prolongera encore après la fin du mandat du chancelier du Reich. Mais les positions radicales de Fechenbach vont l'isoler politiquement, quand bien même son talent de plume lui conservera une large audience.
Il meurt célibataire et sans descendance dans la demeure Fechenbach, propriété de la famille depuis le XIIIe siècle.

## Archives
Ses archives sont conservées pour la plupart dans les Archives fédérales, et en partie pour les archives familiales aux Archives d'État de Wurtzbourg. Il s'agit d'articles de journaux et d'échanges épistolaires avec des personnalités politiques de tendance opposée à Bismarck, y compris le comte d'Isembourg, Windthorst et Wagener. C'est une source incontournable sur les débuts de l'Empire allemand.

## Œuvres
- (de) Gedichte  (Numérisé par la Bayerischen Staatsbibliothek), vers 1866 (lire en ligne)
- (de) Denkschrift über die Arbeiterfrage : erstattet der sozial-politischen Konferenz für den Mittelrhein, Francfort-sur-le-Main, Foesser, 1888

Une complète bibliographie de ses écrits a été rassemblée dans : (de) Hans-Joachim Schoeps, « CDU vor 75 Jahren. Die sozialpolitischen Bestrebungen des Reichsfreiherrn Friedrich Carl von Fechenbach (1836–1907) », Zeitschrift für Religions- und Geistesgeschichte, vol. 9,‎ 1957, p. 276s.

## Source de la traduction
- (de) Cet article est partiellement ou en totalité issu de l’article de Wikipédia en allemand intitulé « Karl Konstantin von Fechenbach » (voir la liste des auteurs).